# Université numérique Cheikh Hamidou Kane
 (octobre 2024).
Il peut être nécessaire de l'améliorer pour respecter le principe de neutralité de point de vue. Veuillez consulter la page de discussion pour plus de détails.

L’Université numérique Cheikh Hamidou Kane (UN-CHK), anciennement Université virtuelle du Sénégal (UVS) jusqu’en 2023, est la première université publique à caractère numérique du Sénégal. Elle a été créée en septembre 2013 par décret présidentiel n°2013-1294, à la suite de la concertation nationale sur l’avenir de l’enseignement supérieur en avril de la même année.

## Historique
La création de l’Université numérique Cheikh Hamidou KANE résulte de la volonté de l’Etat du Sénégal de démocratiser l’accès à l’enseignement supérieur et de rendre les savoirs accessibles à tous et tout le temps, quel que soit le lieu de résidence. Un nouveau modèle d’enseignement à distance par les moyens des Technologies de l’Information et de la Communication (TIC) a alors été entrepris. L’Université démarre ses activités pédagogiques en 2014 avec un effectif de 2 000 étudiants inscrits dans les filières classiques existant dans les autres universités publiques du Sénégal.
En 2023, l’Université numérique Cheikh Hamidou KANE compte plus de 73 000 étudiants, répartis dans les trois pôles de formations : Pôle Sciences, Technologies et Numérique (STN), Pôle Sciences économiques, juridiques et de l'Administration (SEJA) et Pôle Lettres, Sciences humaines et de l’Education (LSHE). Elle compte un personnel enseignant composé de 39 enseignants permanents, 536 enseignants associés et 348 tuteurs permanents.

## Nouvelle identité
Par décret n°2023-462 du 06 mars 2023, l’appellation de l’Université virtuelle du Sénégal est changée en Université numérique Cheikh Hamidou KANE (UN-CHK), du nom de l’illustre écrivain philosophe et homme de lettre sénégalais. Un changement qui intervient au 10e anniversaire de la création de l’université et pour l’accompagner, la création d’une nouvelle identité visuelle s’est imposée. Le projet est alors confié à la Direction de la Communication et du Marketing (DCM) de l’UN-CHK qui, dans sa démarche créative, a pris en compte le positionnement de l’institution, son histoire, ses composantes et la nécessité d’innover. Une nouvelle image de marque qui traduit au mieux la volonté de l’institution d’être une université ambitieuse et plus que jamais proche de sa communauté est alors conçue et adoptée par toutes les instances de décision.

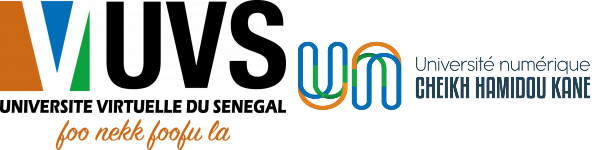

## Expansion
Après 10 ans d’existence, l’UN-CHK est devenue la deuxième plus grande université sénégalaise en termes d’effectifs et la plus représentative avec une présence dans 8 des 14 régions du pays. Son ancrage territorial est matérialisé par l’implantation d’Espaces numériques ouverts (ENO). A ce jour, l’université en compte 17 fonctionnels à travers le Sénégal qui  offrent aux apprenants un cadre de socialisation et de plein accomplissement en tant que citoyens.
L’ambition de l’université est d’assurer un maillage complet du territoire national avec l’implantation d’un ENO dans chacun des 49 départements administratifs du Sénégal.
En 2018, l’Université se dote d’un nouveau siège dans la Cité du savoir implantée dans la nouvelle ville de Diamniadio. Le bâtiment construit sur 4 étages avec le concours de la Banque africaine de Développement (BAD), dans le cadre du Programme d’Appui à l’Université virtuelle du Sénégal (PAUVS), abrite les bureaux administratifs, le studio de montage des cours et la salle des serveurs.

## Slogan
Foo Nekk Foofu La

## Gouvernance[2]
1. 02 Conseils : Conseil d’Administration et Conseil Académique
2. Recteur
3. Vice-Recteur chargé de la Recherche, de l’Innovation et des Partenariats,
4. Vice-Recteur chargé de la Pédagogie
5. Secrétaire général de l’université
6. Pôles
7. Directions

## L’ENO, singularité de l’université
L’Espace numérique ouvert (ENO) constitue la particularité de l’UN-CHK. Hub d’innovation éducative. Ce modèle unique et propre à l’Université numérique Cheikh Hamidou KANE permet à chaque personne d’avoir accès à une formation universitaire de qualité sans avoir à quitter son lieu de résidence. Il matérialise ainsi son slogan « Foo nekk foofu la ! ». En effet, ce bâtiment à l’architecture singulière est doté de deux salles équipées d’ordinateurs connectés à internet pour 200 places, d’un amphithéâtre de 200 places assises, d’une salle de visioconférence, d’une salle destinée à la télé médecine, d’une cafétéria et de bureaux administratifs.
Accessible et convivial, l’Espace numérique ouvert est non seulement un lieu d'apprentissage, mais aussi de socialisation, de réalisation des étudiants et des populations environnantes. Il symbolise la proximité de l’UN-CHK à ses communautés et assure par ailleurs une mission de service à la communauté et d’accompagnement des entrepreneurs engagés en faveur du développement leurs territoires.
L’UN-CHK dispose en 2024 de 17 ENO à travers le Sénégal et à terme, chaque département en abritera un. Le premier Espace numérique ouvert définitif qui est celui de Kolda a été inauguré le 18 octobre 2019 par Son Excellence M. Macky SALL, président de la République du Sénégal. Le rôle de l’ENO dans le contexte de l’enseignement à distance et son impact dans la démocratisation des savoirs a été récompensé lors du Sommet mondial des partenaires de l’International Institute Of Online Education à Shenzhen, en Chine, en décembre 2023, dans la catégorie « Cas pionnier de la numérisation de l’enseignement supérieur » de l’UNESCO ICHEI.